# Aeschynanthus brevicalyx
Aeschynanthus brevicalyx är en tvåhjärtbladig växtart som beskrevs av Friedrich Anton Wilhelm Miquel. Aeschynanthus brevicalyx ingår i släktet Aeschynanthus och familjen Gesneriaceae. Inga underarter finns listade i Catalogue of Life.